# بایرن کی لیکتنبرگ
بایرن کی لیکتنبرگ (به انگلیسی: Byron K. Lichtenberg) فضانورد اهل کشور ایالات متحده آمریکا است که در ۱۹ فوریهٔ ۱۹۴۸ میلادی در استرودسبورگ، پنسیلوانیا زاده شد. وی در مأموریت اس‌تی‌اس-۹، اس‌تی‌اس-۴۵ حضور داشته است.